# バウスプリット

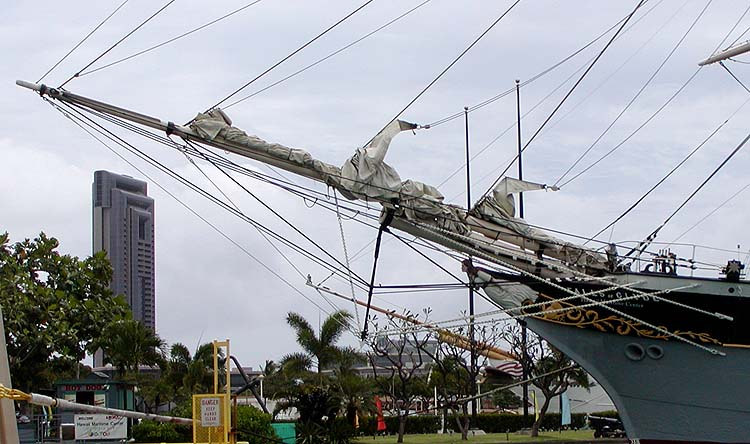
Falls of Clydeのバウスプリット

バウスプリット（bowsprit、boltsprit）とは、帆船の船首から前方へ伸びている棒である。
大型帆船になるほど長く、複数のフォアステイが設置される。使用しないときはフォアセイルの上に結び付けられる。大きな波の危険性を避けるため、通常水平よりも少し上向きに設置されている。高速で航行する船ではより上向きに設置される傾向があり、1枚あるいは2枚の四角形のスプリットセイルをフォアマストのヤードから張られた。17世紀から18世紀の初期には、バウスプリットの近くにスプリットトップマストと四角の帆が加えられたが、悪天候時にむかないなど成功とは言えなかった。縦帆は速度と操作性の面に優れたジブが代表格として知られていた。バウスプリットはジブのブームとして伸びていき、最長のものは30メートルにも達した。
バウスプリットをしまい込むことのない小型船では、水平のバウスプリットを持つ場合もある。また、現代のヨットではフォアステイは船首の先端に固定されるだけとなっており、バウスプリットは珍しい存在となっている。
航海の安全を願って、バウスプリットの根元から船首にかけて、船首像（フィギュアヘッド）という装飾彫像が取り付けられることがある。
水兵がよく落ちて危険な作業を行う事から、ウィドウ・メーカー（英語：Widow maker、未亡人製作所）と呼ばれることもある。

バウスプリットに張られる様々なセイル
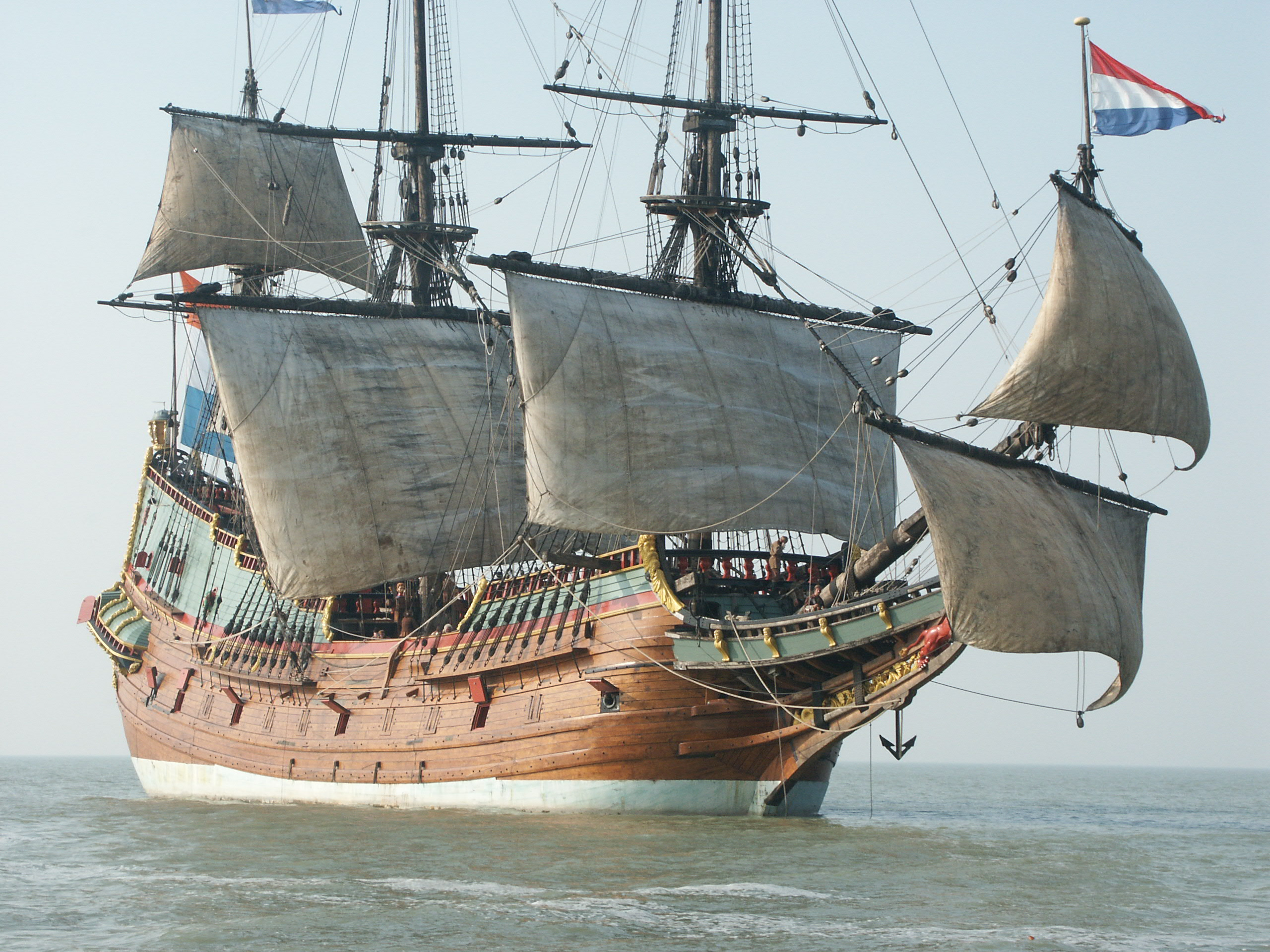
バウスプリットセイルとバウスプリットトップセイル
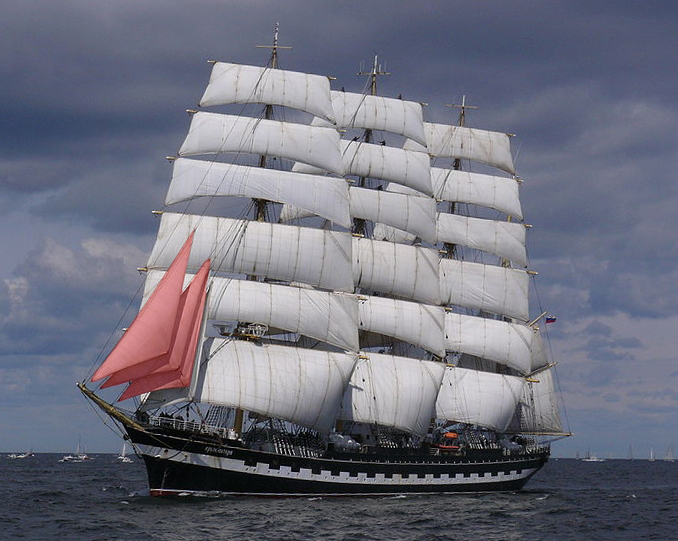
ジブ（赤い箇所）
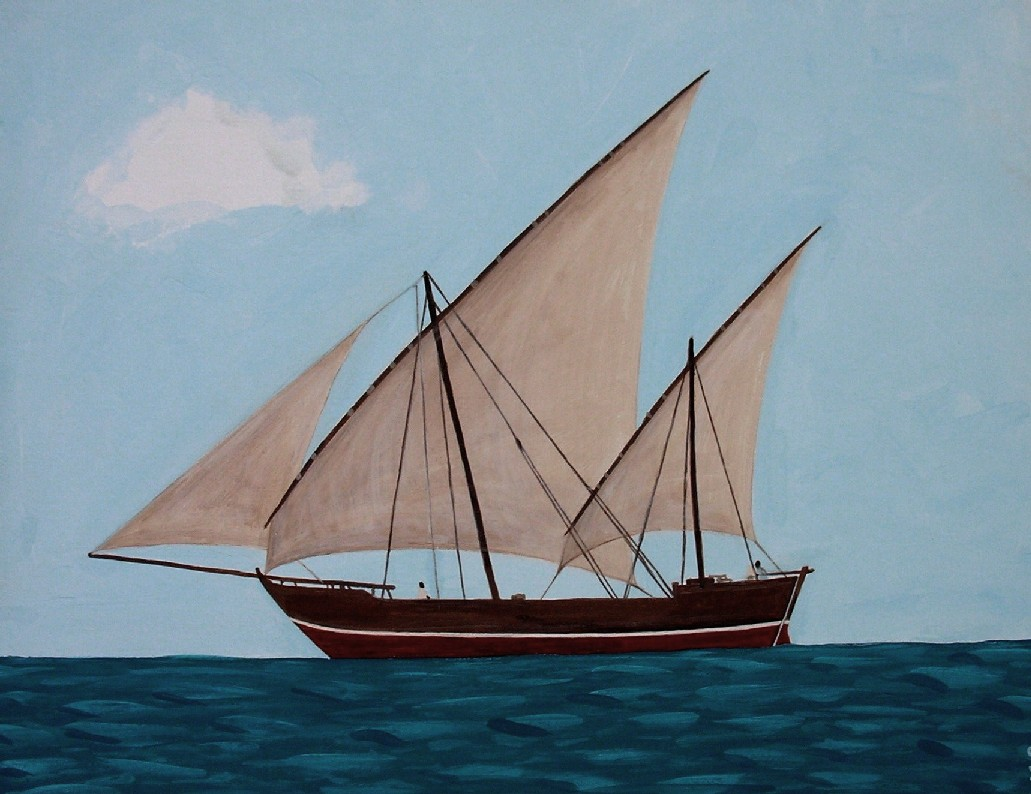